# Хрушчице
Хрушчѝце (на полски: Chróścice; на немски: Chrosczütz) е село в южна Полша, Ополско войводство, Ополски окръг, община Велки Добжен. Според Полската статистическа служба към 31 декември 2009 г. има 2914 жители.

## Местоположение
Селото се намира в географския макрорегион Силезка равнина, който е част от Централноевропейската равнина. Разположено е край републикански път 457 и железопътна линия 277, на 3 km северозападно от общинския център Велки Добжен.